# 圣文生堂 (摩德纳)
圣文生堂（意大利语：Chiesa di San Vicenzo）是一座罗马天主教教堂，巴洛克建筑风格，位于意大利摩德纳的卡纳格兰德大道75号。

## 历史
1634年后的某个时候，神职界修会拆毁了此处建于13世纪以前的一座教堂，聘请建筑师巴托洛梅奥·阿万齐尼，在原址上建造了一座新教堂。这座教堂的布局与其他的神职界修会教堂，例如罗马的罗马的圣安德肋圣殿相似，有长长的中殿和两侧许多的小堂。室内灰泥装饰主要是阿万齐尼的作品，他也积极参与了萨索罗公爵宫的类似装饰。
1944年5月13日，一枚炸弹炸毁了司祭席和咏经席，炸毁了后殿和西吉斯蒙多·科拉的圆顶壁画（1671年）。后殿现在光秃秃的，有一幅《圣文生光荣》。正祭台在轰炸后修复，由托马索·洛拉吉雕刻。为埃斯特公爵及其家族修建的葬礼小堂建于1836年，公爵法蘭西斯科四世使用了弗朗西斯科·范德利的设计 左侧的第一座小堂有一幅由圭尔奇诺创作的祭坛画《圣额我略诵经》。